# Astrocaryum vulgare
Il tucúm (Astrocaryum vulgare Mart., 1824) è una specie di palma nativa dell'Amazzonia.

## Usi

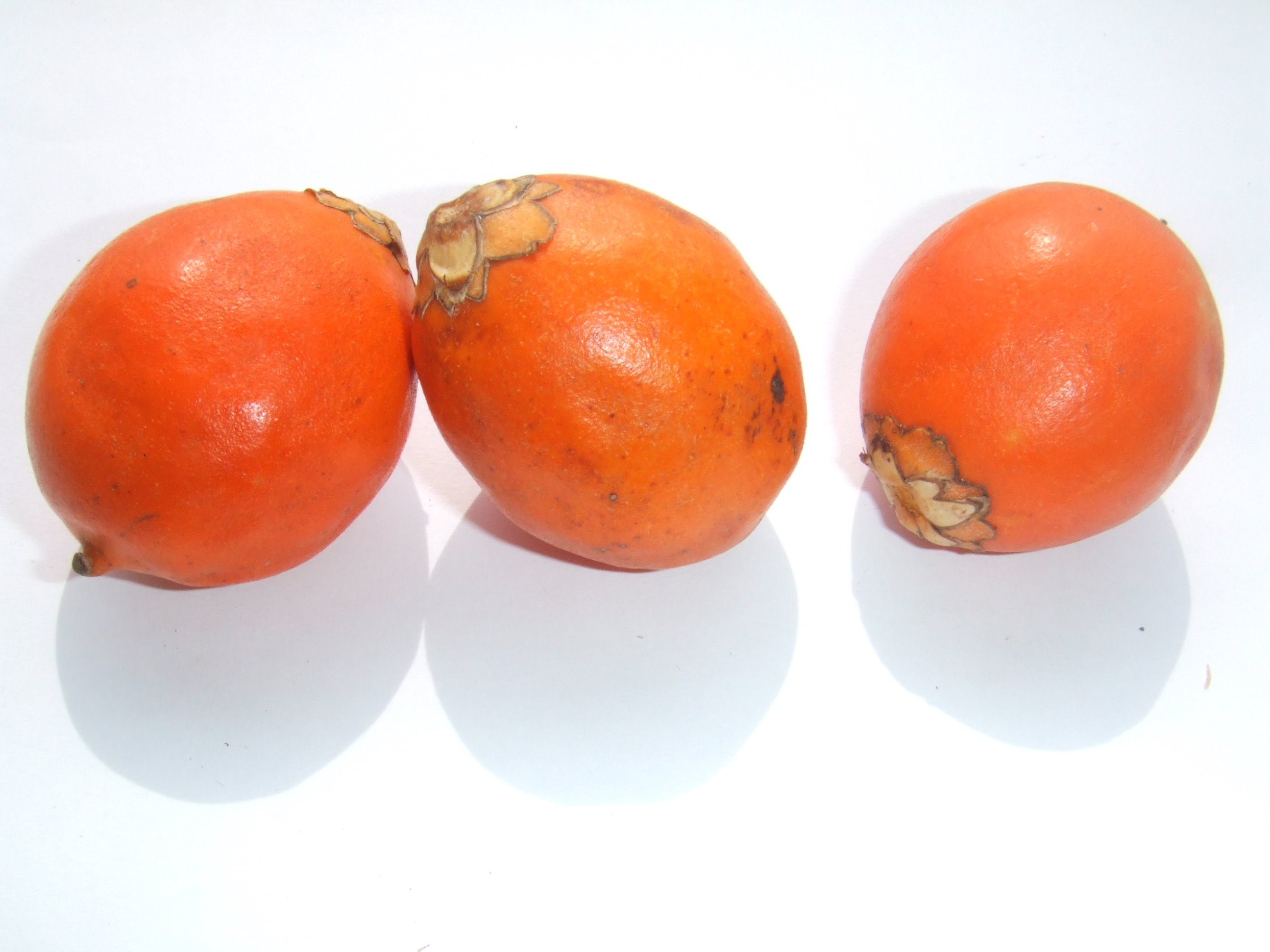
Frutti

I suoi frutti sono commestibili, e sono anche usati per produrre carburante ecologico.